# Пиркхерт, Эдуард
Эдуард Максимилиан Пиркхерт (нем. Eduard Maximilian Pirkhert; 14 октября 1817, Бад-Аусзе — 27 февраля 1881, Вена) — австрийский пианист и композитор.
Сын инспектора солеваренного производства. Окончил гимназию в Граце, с 1834 г. изучал право в университете, однако затем решил посвятить себя музыке. Брал уроки игры на фортепиано у Антона Хальма, затем у Карла Черни. В 1840—1841 гг. гастролировал в Германии, Франции и Англии. Некоторое время жил и работал в Лондоне, но затем вернулся в Вену. В 1859 г. вместе с Карлом Майером впервые исполнил публично Большой дуэт Франца Шуберта для фортепиано в четыре руки.
Автор Концертной фантазии на темы «Свадьбы Фигаро», различных этюдов и ноктюрнов для фортепиано.
Преподавал частным образом, затем в 1855—1860 гг. профессор фортепиано в Венской консерватории. Среди учеников Пиркхерта были Эдуард Доктор и Йозеф Лабор.
Симон Зехтер посвятил Пиркхерту фортепианный цикл «11 багателей» (1853).
Брат, Вильгельм Пиркхерт (1808—1855), продолжил профессию своего отца, но одновременно занимался литературной работой, публиковался как журналист в региональной периодике и выпустил сборник стихотворений и рассказов «Цветочки Траунштайна» (нем. Traunsteinblümchen).